# 幼年期の終り
『幼年期の終り』（ようねんきのおわり、Childhood's End）はイギリスのSF作家、アーサー・C・クラークの長編小説。宇宙の大きな秩序のために百数十年間にわたって「飼育」される人類の姿と、変貌する地球の風景を、哲学的思索をまじえて描いた作品。アメリカ合衆国で1952年に刊行されたのち、クラークの代表作としてのみならず、SF史上の傑作として国際的に広く愛読されている。

## 概要
母体となったのはアーサー・C・クラークが1946年7月に執筆した短編小説『守護天使』 (Guardian Angel) である。当初「アスタウンディング」誌に投稿したが不採用となり、改稿の上「フェイマス・ファンタスティック・ミステリーズ」誌の1950年4月号に掲載された。『守護天使』はのちの『幼年期の終り』第1部とほぼ同様のストーリーであるが、ディテール、結末などが異なる。
この『守護天使』をもととしつつ、敬愛するオラフ・ステープルドン風の「予見可能なユートピア」「人類のさらなる進化と終末」といったヴィジョンを取り入れて大きく膨らませた長編小説として、1952年に脱稿し、同年刊行された。クラークにとっては5作目の長編小説となった。

## 内容
プロローグと3つの部で構成されている。
プロローグ
米ソの宇宙開発競争が熾烈さを増す20世紀後半のある日、多数の巨大な円盤状の宇宙船が、世界各国の大都市上空に出現する。
第1部「地球とオーバーロードたちと」
宇宙船に搭乗する異星人の代表はラジオ放送の電波を通じ、自分はカレルレン (Karellen) という名であること、今後の地球は自分たちが管理下に置くことなどを宣言する。突如現れた異星人の存在に混乱する地球人だったが、カレルレンらはこれといって地球を支配・侵略するような素振りは見せず、むしろ異星由来の優れた知識と科学力を地球人に授け、文明の発展を後押ししてゆく。それにより既存の国家機構や地球文化は失われたが、人々はあらゆる苦悩から解放され、楽園のような世界が実現することとなった。地球人はこの異星人を「オーバーロード（上帝）」 (Overlord) と呼んだ。
カレルレンたちオーバーロードは、地球人として唯一オーバーロードの宇宙船への立ち入りを許された国際連合事務総長・ストルムグレンを通じて地球人を指導していたが、地球人に決して生身の姿を見せようとはしなかった。カレルレンは宇宙船内におけるストルムグレンとの会談においても壁越しでしか会話をせず、人々はそれを不満に思っていたが、やがてカレルレンは地球人に対し、50年後に生身の姿を公開することを約束する。ストルムグレンは定年退官直前の最後の会談のとき、カレルレンの姿を見ようと一計を案じ、実行に踏み切るが、その結果については黙して語らなかった。
第2部「黄金時代」
第1部より50年後。それまで長きにわたって各地の大都市上空にあったオーバーロードの宇宙船は、ニューヨーク上空のものを除いて忽然と姿を消す。ニューヨークの郊外に降り立ったオーバーロードは、約束通り全世界の人々の前に生身の姿を見せる。その姿形は地球人がこれまで宗教画などに描いてきた悪魔とまったく同じ、という衝撃的なものであったが、やがて地球人たちはその姿を受け入れ、オーバーロードと共存しつつ、オーバーロードによって与えられた平和で豊かな生活を享受する。その反面、地球人独自の文明進化の試みは抑制され、特に宇宙開発が禁じられたことに不満を持つ人々がいた。そのひとりの天文学者、ジャン・ロドリックスは、オーバーロードの母星に密航しようと企て、彼らの宇宙船に積み込まれたクジラの剥製標本に潜り込む。
第3部「最後の世代」
オーバーロードに反発する一部の芸術家や学者たちは、地球人固有の心性を守ろうと、太平洋上の火山島に独自のコミュニティを作る。ある時、このコミュニティに住む子供たちに、念動力のようなものが発現し、一切睡眠を取らなくなるなどの異変が起こり始めた。彼らは、宇宙を統括している大きな精神体・「オーバーマインド」 (Overmind) の一部にやがて進化する新たな知性の種であった。この地球人の変化を、地球人の自滅を予防しながら見届けることこそがオーバーロードの使命であり、それはオーバーマインドによって命じられたものだった。子供たちの異変の報告を受けたカレルレンは、人類へ向けて最後のラジオ演説を行ない、火山島の子供たちを別の大陸に集住させる。
80年後、ジャンが地球に帰還する。亜光速の宇宙船内で過ごしてきたため、相対性理論の教える通り、ジャンはさほど年を取っていないが、彼を迎えたのは変わり果てた地球の姿であった。カレルレンや、ジャンと旧知のオーバーロード・ラシャヴェラクは、ジャンが今や最後の地球人であること、「オーバーマインド」に関する知る限りの真相、「オーバーマインド」と一体化しつつあるかつての「子供たち」の状況、「子供たち」が一体化を始めた場合の地球の運命をジャンに語る。数か月後、ラシャヴェラクの頼みを受けて地球に残ったジャンは、地球を脱出したオーバーロードの宇宙船に向かって、地球全体の「物質としての終焉」の状況を報告する。

## 評価
発表から2か月の間に21万部の売上を記録し、また批評家たちからも好意的な評価を得た。また、クラークのファンの多くは『幼年期の終り』を彼の最高傑作だと考えているという。三島由紀夫も『幼年期の終り』を読み、「随一の傑作と呼んで憚らない」と評している。

## 影響
「人類の進化」というテーマ、「宇宙人による人類の飼育」というアイデアなどは、この作品において総括された。その影響力は、SF内部に留まらず純文学やサブカルチャーの世界にも及んでいる。

## 書誌情報
- アーサー・C・クラーク『幼年期の終り』福島正実訳、早川書房〈ハヤカワ・SF・シリーズ〉、1964年。
- アーサー・C・クラーク『世界SF全集 15 クラーク』福島正実・高橋泰邦訳、早川書房〈世界SF全集〉、1969年。ISBN 4-15-200015-5。 - 『幼年期の終り』（福島正実訳）と『海底牧場』（高橋泰邦訳）を収録。
- アーサー・C・クラーク『地球幼年期の終わり』沼沢洽治訳、東京創元新社〈創元推理文庫〉、1969年4月。ISBN 4-488-61102-8。
- アーサー・C・クラーク『幼年期の終り』福島正実訳、早川書房〈ハヤカワ文庫 SF 341〉、1979年4月。ISBN 4-15-010341-0。
- アーサー・C・クラーク (October 2000). 幼年期の終り / アーサー・C・クラーク = Childhood's end /. 講談社ルビー・ブックス 241. 講談社インターナショナル. ISBN 4-7700-2711-7
- アーサー・C・クラーク『幼年期の終わり』池田真紀子訳、光文社〈光文社古典新訳文庫〉、2007年11月。ISBN 978-4-334-75144-9。 - 1990年の第1部改稿（注釈参照）に基づく翻訳。

## 映像化
2013年、Syfyによるミニシリーズドラマとしての制作が発表され、2015年12月14日から3夜連続で、同チャンネルで『幼年期の終り』が放送された。